# Angel Magahum
Angel Magahum (Molo, 1 oktober 1867 - aldaar, 28 november 1935) was een Filipijns schrijver en dichter. Hij schreef in het Visayan.

## Biografie
Angel Magahum werd geboren op 1 oktober 1867 in Molo, tegenwoordig onderdeel van Iloilo City. Hij was de derde zoon van Ignacio Magahum en Simplicia Merle, een welvarend stel kooplieden. Hij studeerde aan het Colegio de San Juan de Letran en het Sint-Vincent Ferrerseminarie. Hoewel zijn ouders wilden dat hij rechten zou gaan studeren, hield Magahum zich liever bezig met muziek maken en het schrijven van muziekstukken, zoals de lokaal populaire zarzuelas. 
In 1894 schreef hij Benjamin, de eerste roman in het Hiligaynon. Nadien volgden nog drie andere romans. Ook schreef Magahum negen toneelstukken, waaronder Panimalay ni Cabeza Ytok (Het gezinsleven van Cabeza Ytok). In 1914 schreef hij de biografieën van Jose Rizal en van de martelaren  Mariano Gómez, José Burgos en Jacinto Zamora. Ook schreef hij dat jaar een korte geschiedenis van de Eerste Wereldoorlog en schreef hij in 1915 Maragtas sang Pilipinas (Geschiedenis van de Filipijnen). Tegen het einde van zijn leven was hij bezig met een Visayanwwoordenboek.
Magahum overleed in 1935 op 68-jarige leeftijd in zijn geboorteplaats Molo. Hij was getrouwd met Carmen Borromeo en kreeg met haar acht kinderen.